# Karel Košárek
Karel Košárek (* 22. června 1967 Zlín) je český klavírista.

## Studie
Karel Košárek studoval na konzervatoři v Kroměříži a Praze u profesorky Valentiny Kameníkové a na pražské AMU u profesora Františka Raucha a Květoslavy Bílinské. Později studoval na Southern Methodist University v Dallasu ve Spojených státech amerických u Harrise Crohna a Joaquína Achucarra, kde získal diplom Artist Certificate a titul Master in Music.

## Úspěchy
Je vítězem několika klavírních soutěží například International Young Artist Competition in Corpus Christi, USA (1992), International Piano Competition in San Antonio, USA (1993), Mezinárodní smetanovská klavírní soutěž, laureátem mnoha dalších cen International F. P. Neglia Competition v Itálii a také finalistou Walter Naumburg Competition v USA.
Univerzální interpret s mimořádným rozsahem koncertních aktivit - jako sólista vystupuje s předními orchestry ale je také oblíbený komorní hráč, který spolupracuje s předními českými pěvci - například s Magdalenou Koženou a Romanem Janálem.